# آناهید هاکوبیان
آناهید هاکوبیان (Անահիտ Հակոբյան) سیاستمدار اهل جمهوری آرتساخ می‌باشد که از تاریخ ۷ فوریه ۲۰۲۲ تا کنون سمت وزیر آموزش، علوم، فرهنگ و ورزش جمهوری آرتساخ می‌باشد.
1. ↑  Լուսինե Ղարախանյան